# 池田勇人
池田勇人（日语：／ Ikeda Hayato，1899年12月3日—1965年8月13日），日本廣島縣豐田郡吉名村（今廣島縣竹原市）人，通商產業大臣、國務大臣、内閣總理大臣。

## 生平
池田最著名的就是1960年頒布的國民所得倍增計劃，計畫在1970年將日本所得增加一倍，結果在1967年就提前翻倍，日本在1960年代其GDP陸續超越義大利、英國、法國和德國等歐洲先進國家。任內成功舉辦1964年東京奧運以及首都高速公路、東海道新幹線、名神高速公路等建設陸續通車，日本基礎建設達到已開發國家水平。1964年奧運結束後因癌症讓位予同為吉田茂得意門生的佐藤榮作，其所得倍增的經濟政策甚至影響後續亞洲四小龍、中國改革開放等國官員經濟政策的榜樣。
1960年7月14日，被選為自由民主黨總裁；7月19日，第一次池田內閣組成後，同年年底提出並於內閣會議中議決的「國民所得倍增計畫」引起廣泛注目，不但使「所得倍增」成為當時流行語，也揭開了1960年代日本經濟高度成長時期之序幕。1961年6月19日至6月30日，訪問美國及加拿大。1962年7月17日，再次被選為自由民主黨總裁；7月18日，第二次池田內閣組成；11月4日至11月25日，訪問歐洲。1963年7月18日，第三次池田內閣組成；12月9日，池田改組內閣。
1963年，廖承志和日本方面的高碕达之助签订了“关于中日贸易的备忘录”（通稱“LT”贸易协定），使日本商人以維尼龍紗廠售出予中國大陸，而其政府之進出口銀行居間擔保，台灣方面極力表示反對。其內閣批准倉敷可乐丽公司對中國大陸輸出分期付款的維尼龍工廠成套設備，並以輸出入銀行給予200萬美元的融資週轉。輸出入銀行乃是日本國家金融機構，利用到了這個機構，被視為超越了民間貿易範圍的一種「經濟援助」。池田勇人則以「這是依循政經分離原則的貿易」為藉口，一意孤行；9月19日，他在招待美國赫斯特報系總編輯等人時表示﹕「中共在三、五年內不會有變化；臺灣的反攻大陸政策，沒有依據，近乎幻想。」9月21日，蔣介石接見由東京來到台北的同一批人士時，嚴斥其言論，指出《中蘇友好同盟互助條約》係防日本軍國主義，並警告日本人勿忘歷史教訓。
10月，中華人民共和國派出中國油壓機械訪日代表團前往日本參訪，團員周鴻慶前往蘇聯駐日本大使館尋求政治庇護，而蘇方將周轉交日本政府。池田勇人內閣將欲投奔台灣之周鴻慶遣返中國大陸。種種不友好行動，使台日關係瀕於破裂。中華民國政府不滿，一度召回駐日大使張厲生表示抗議。史稱「周鴻慶事件」。直到1964年2月，日本前首相吉田茂訪台，蔣介石與之多次會談，檢討亞洲反共局勢，認為欲謀求東亞和平與安定，必須增加瞭解真誠合作。蔣介石以吉田茂為日本元老，乃促其負責共同挽救此一危機。共同發表《吉田書簡》支援國府，始緩解雙方關係。
1964年9月9日，池田勇人被查出患有喉癌，住进國立癌症研究中心，同年10月10日抱病出席了东京奥运会开幕式，10月24日未能出席闭幕式，而是在住院期间收看电视转播，次日宣布辞职，1965年8月13日逝世。